# Stictolampra emarginata
Stictolampra emarginata är en kackerlacksart som först beskrevs av Hanitsch 1923.  Stictolampra emarginata ingår i släktet Stictolampra och familjen jättekackerlackor. Inga underarter finns listade i Catalogue of Life.